# Мордехай Елияху
Мордехай Елияху (на иврит: מרדכי אליהו) е израелски равин и общественик.

## Биография
Той е роден на 3 март 1929 година в Йерусалим в семейство от иракско-еврейски произход.
През 1950 година е сред основателите на религиозната група Брит Хаканаим, която се стреми към налагането на теократичен режим в Израел. Заради участието си в нея е осъден и лежи в затвора в продължение на 10 месеца.
През 1960 година става най-младият религиозен съдия в историята на Израел. От 1983 до 1993 година е главен равин на израелските сефаради. Елияху е известен като един от водачите на радикалното крило на религиозния ционизъм.
Мордехай Елияху умира на 7 юни 2010 година в Йерусалим.